# Nuria Brancaccio
Nuria Brancaccio (Torre del Greco, Nápoles, 24 de junio de 2000) es una tenista profesional italiana.
Brancaccio tiene un ranking de individuales WTA más alto de su carrera, No. 206, logrado el 20 de marzo de 2023. También tiene un ranking WTA más alto de su carrera, No. 261 en dobles, logrado el 9 de enero de 2023.
Tiene una madre española y un padre italiano. Su hermano Raúl Brancaccio también es tenista.

## Títulos WTA 125s

### Individuales (0–1)
| Resultado | Fecha                    | Torneo | Superficie    | Oponente      | Puntaje  |
| --------- | ------------------------ | ------ | ------------- | ------------- | -------- |
| Finalista | 11 de septiembre de 2022 | Bari   | Tierra batida | Julia Grabher | 4-6, 2-6 |

### Dobles (3–0)
| Resultado | Fecha                    | Torneos       | Superficie    | Pareja       | Oponentes                         | Resultado        |
| --------- | ------------------------ | ------------- | ------------- | ------------ | --------------------------------- | ---------------- |
| Campeona  | 15 de septiembre de 2024 | Liubliana     | Tierra batida | Leyre Romero | Lina Gjorcheska Jil Teichmann     | 5-7, 7-5, [10-7] |
| Campeona  | 2 de noviembre de 2024   | Santa Cruz    | Tierra batida | Leyre Romero | Aliona Bolsova Valeriya Strakhova | 6-4, 6-4         |
| Campeona  | 24 de noviembre de 2024  | Charleston II | Tierra batida | Leyre Romero | Kayla Cross Liv Hovde             | 7-6(6), 6-2      |